# Il cavaliere misterioso (film 1927)
Il cavaliere misterioso (The Mysterious Rider) è un film muto del 1927 diretto da John Waters. La sceneggiatura si basa su The Mysterious Rider, romanzo di Zane Grey pubblicato a New York nel 1921 che ebbe anche altri adattamenti cinematografici.

## Trama
Nel deserto della California, i coloni lottano per la loro terra. Cliff Harkness, un profittatore, riesce ad ottenere dalla Spagna un documento che attesta la sua proprietà su quei terreni e chiede ai coloni di pagare venticinque mila dollari per il titolo. Bent Wade consiglia ai coloni di pagare e questi, con grande fatica, riescono a raccogliere la somma richiesta che viene affidata a Wade. Nel frattempo, Mark King, un capitalista che arriva dalla città e che rappresenta una società di energia elettrica, offre a Harkness di comperare il terreno per una cifra molto più alta. Harkness fa il doppio gioco con Wade firmando il contratto di vendita con l'inchiostro simpatico, per poi rivendere la terra a King. I coloni, costretti allo sfratto, cercano di linciare Wade, pensando che li abbia ingannati, e l'uomo riesce a salvarsi solo per l'intervento del suo amico Lem. Wade, chiuso in cella, riesce ad evadere. Di ranch in ranch, diffonde la voce che i coloni non devono abbandonare la loro terra, ma restare per difenderla finché non sarà possibile dimostrare le loro ragioni con una battaglia legale; poi, cattura Harkness, lo tortura, riuscendo a farlo confessare e dimostrando che la ricevuta per la vendita era perfettamente legale. I coloni ottengono giustizia mentre Wade ottiene la mano della bella figlia di King.

## Produzione
Il film fu prodotto dalla Famous Players-Lasky Corporation

## Distribuzione
Il copyright del film, richiesto dalla Famous Players-Lasky Corp., fu registrato il 5 marzo 1927 con il numero LP23736
Distribuito dalla Paramount Pictures, il film - presentato da Jesse L. Lasky e da Adolph Zukor - uscì nelle sale cinematografiche USA il 5 marzo 1927. In Portogallo, fu distribuito con il titolo O Cavaleiro Misterioso il 28 novembre 1927 e in Finlandia il 6 febbraio del 1928.